# Tbilisskaja
Tbilisskaja (russisch Тбили́сская) ist eine Staniza in der Region Krasnodar (Russland) mit 25.317 Einwohnern (Stand 14. Oktober 2010).

## Geographie
Die Staniza liegt im nördlichen Vorland des Großen Kaukasus, etwa 100 Kilometer Luftlinie nordöstlich des Regionsverwaltungszentrums Krasnodar, am rechten Ufer des Flusses Kuban.
Tbilisskaja ist Verwaltungszentrum des gleichnamigen Rajons Tbilisskaja. Zur Landgemeinde Tbilisskaja gehören neben der Staniza auch die in der Umgebung beiderseits des Flusses liegenden, sieben kleineren Siedlungen Gorski, Mirny, Oktjabrski, Perwomaiski, Sewerin, Ternowy und Wostotschny.

## Geschichte
Die Staniza geht auf eine Redoute zurück, in der um die Jahre 1788 bis 1791 jeweils in den Sommermonaten ein Regiment der Kaiserlich Russischen Armee stationiert war, das bei der Eroberung des Kaukasus eingesetzt wurde. Nach der georgischen Hauptstadt Tiflis trug es den Namen Tiflisser Regiment.
1802 wurde an dieser Stelle eine Staniza für Kosaken errichtet, die aus der Gegend um Jekaterinoslaw (heute Dnipropetrowsk, Ukraine) dorthin umgesiedelt wurden. Sie wurde Teil der Befestigungslinie entlang der damaligen Grenze der „sicheren“ Gebiete des Russischen Reiches zu den unruhigen Bergregionen, die größtenteils von Völkern bewohnt waren, die sich immer wieder gegen die russische Vorherrschaft erhoben. Die Staniza, in der sich unter Führung des Jessauls Leonti Gretschischkin, der zum Ataman ernannt wurde, zunächst 181 Familien ansiedelten, erhielt zur Erinnerung an das vormals dort stationierte Regiment den Namen Tiflisskaja (also Tiflisser Staniza). In der Staniza befand sich der Stab des Ersten Kaukasischen (Kosaken-)Regiments.
Um die Mitte des 19. Jahrhunderts entfiel die strategische Bedeutung des Gebietes; die Stanizen, darunter auch Tiflisskaja, wurden zu Zentren der Landwirtschaft.
Im Rahmen einer Verwaltungsreform wurde Tiflisskaja am 31. Dezember 1934 Verwaltungszentrum eines neu gegründeten Rajons. Nachdem 1936 der russische Name der georgischen Hauptstadt an den georgischen, Tbilissi, angepasst worden war, erhielten auch Staniza und Rajon ihre heutige Namensform Tbilisskaja (Tbilisski).
Im Zweiten Weltkrieg wurde die Staniza am 6. August 1942 von der deutschen Wehrmacht im Verlauf der Operation Blau besetzt. Am 29. Januar 1943 konnte die Rote Armee Tbilisskaja während der Nordkaukasischen Operation zurückerobern.

### Bevölkerungsentwicklung
| Jahr | Einwohner |
| ---- | --------- |
| 1939 | 7.391     |
| 1959 | 10.229    |
| 1970 | 17.338    |
| 1979 | 18.894    |
| 1989 | 21.880    |
| 2002 | 24.134    |
| 2010 | 25.317    |

Anmerkung: Volkszählungsdaten

## Kultur und Sehenswürdigkeiten
In der Staniza wurde eine dem 1829 im Kampf gegen aufständische Tscherkessen getöteten Kosaken Andrei Gretschischkin, Sohn des ersten Atamans der Staniza, gewidmete Kapelle rekonstruiert. In der Umgebung befinden sich mehrere Kurgane aus der maeotischen und sarmatischen Zeit (1. Jahrtausend v. Chr. bis erste Jahrhunderte n. Chr.).

## Wirtschaft und Infrastruktur
Tbilisskaja ist Zentrum eines Landwirtschaftsgebietes mit vorwiegendem Anbau von Getreide, Sonnenblumen, Sojabohnen und Zuckerrüben sowie Rinder-, Schweine- und Geflügelhaltung. In der Staniza gibt es eine Reihe von Betrieben zur Verarbeitung landwirtschaftlicher Produkte, darunter eine Großmolkerei, eine Ölmühle und eine Zuckerfabrik.
In Tbilisskaja befindet sich bei Streckenkilometer 32 die Station Gretschischkino (benannt nach Andrei Gretschischkin) an der Eisenbahnstrecke von Kropotkin (Station Kawkasskaja) nach Krasnodar. Die von der Nordkaukasischen Eisenbahn betriebene eingleisige Strecke wurde 1901 eröffnet und auf diesem Abschnitt 1999 elektrifiziert. Nördlich wird Tbilisskaja von der Regionalstraße R251 umgangen, die von Temrjuk auf der Taman-Halbinsel über Krasnodar nach Kropotkin führt, wo gut 30 Kilometer östlich der Staniza Anschluss an die entlang dem Kaukasusnordrand führende Magistrale M29 besteht. Eine weitere Lokalstraße führt zwischen Bahnstrecke und Kuban ebenfalls nach Kropotkin; bei der Staniza wird der Fluss von einer knapp 200 Meter langen Straßenbrücke überquert.
Etwa zwölf Kilometer nordwestlich der Staniza befindet sich eine große Sendeanlage (Radiozentr Tbilisskaja; Lage), von der Programme mehrerer russischer Rundfunkstationen in verschiedenen Frequenzbereichen von UKW bis Langwelle ausgestrahlt werden, darunter das Programm des Regierungssenders Radio Tschetschnja Swobodnaja (Radio Freies Tschetschenien) auf Langwelle.